# Distance Inbetween
Distance Inbetween — восьмой полноформатный студийный альбом британской инди-рок-группы The Coral, выпущенный 4 марта 2016 года. Первый сингл из этого альбома «Chasing the Tail of a Dream» был выпущен 26 декабря 2015 года.

## Запись
Альбом был записан группой в Parr Street Studios, в Ливерпуле. Сопродюсером выступил Ричард Терви. Название альбома появилась когда группа пересматривала свои треки, первоначально записанные в 2006 году для выпуска альбома 2014 года The Curse of Love.

## Промоушен
Первый сингл из альбома «Chasing the Tail of a Dream» стал доступен для бесплатного скачивания на официально сайте группы 26 декабря 2015 года. В качестве би-сайда к выпущенному на 7-дюймовом виниле синглу была добавлена песня «Unforgiven». 20 января 2016 года был выпущен второй сингл из альбома «Miss Fortune». На эту песню самой группой был снят видеоклип.

## Список композиций
| №                   | Название                      | Длительность |
| ------------------- | ----------------------------- | ------------ |
| 1.                  | «Connector»                   | 4:13         |
| 2.                  | «White Bird»                  | 3:30         |
| 3.                  | «Chasing the Tail of a Dream» | 3:44         |
| 4.                  | «Distance Inbetween»          | 4:19         |
| 5.                  | «Million Eyes»                | 5:35         |
| 6.                  | «Miss Fortune»                | 3:32         |
| 7.                  | «Beyond the Sun»              | 4:00         |
| 8.                  | «It's You»                    | 3:28         |
| 9.                  | «Holy Revelation»             | 3:10         |
| 10.                 | «She Runs the River»          | 3:16         |
| 11.                 | «Fear Machine»                | 4:00         |
| 12.                 | «End Credits»                 | 1:51         |
| Общая длительность: | Общая длительность:           | 44:38        |

## Чарты
| Чарт (2016)                      | Высшая позиция |
| -------------------------------- | -------------- |
| Бельгия/Фландрия (Ultratop)      | 142            |
| Бельгия/Валлония (Ultratop)      | 69             |
| Ирландия (IRMA)                  | 82             |
| Великобритания (UK Albums Chart) | 13             |